# Paul Heaton
Paul David Heaton (* 9. května 1962) je britský zpěvák a skladatel. Byl frontmanem skupiny The Housemartins, která měla v roce 1986 úspěch se singly „Happy Hour“ a „Caravan of Love“. Skupina se v roce 1988 rozpadla a Heaton poté založil skupinu The Beautiful South, jejíž debutový singl a album vyšly v roce 1989 a vedly ke komerčnímu úspěchu. Během 90. let měla skupina řadu hitů, včetně singlu „A Little Time“, který dosáhl na první pozici hitparády. Skupina se rozpadla v roce 2007 a Heaton se následně začal věnovat sólové kariéře, během níž vydal tři alba. Roku 2014 vydal album What Have We Become?, na kterém spolupracoval s bývalou zpěvačkou The Beautiful South Jacqui Abbott. Následně s ní nahrál další tři alba – Wisdom, Laughter and Lines v roce 2015, Crooked Calypso v roce 2017 a Manchester Calling v roce 2020.
Britské noviny The Guardian označily Heatona jako „jednoho z našich nejlepších skladatelů.“

## Diskografie
- 2001 – Fat Chance
- 2008 – The Cross Eyed Rambler
- 2010 – Acid Country
- 2012 – Paul Heaton Presents the 8th
- 2014 – What Have We Become? s Jacqui Abbott
- 2015 – Wisdom, Laughter and Lines s Jacqui Abbott
- 2017 – Crooked Calypso s Jacqui Abbott
- 2020 – Manchester Calling s Jacqui Abbott
- 2022 – N.K-Pop s Jacqui Abbott